# Army Men: Sarge's Heroes 2
Army Men: Sarge's Heroes 2 est un jeu vidéo de tir à la troisième personne sorti en 2000 sur Nintendo 64, PlayStation, Game Boy Color et en 2001 sur PlayStation 2. Le jeu a été développé et édité par 3DO.
La version Game Boy est un shoot them up en 2D isométrique.

## Accueil
- IGN : 5/10 (N64)[1] - 5/10 (GBC)[2]
- Jeuxvideo.com : 14/20 (PS2)[3]